# Abducting the unicorn
Abducting the unicorn is het debuutalbum van The Pineapple Thief (TPT). Het werd opgenomen in de Dining Room Studios in het voorjaar van 1999 (januari-april). 
Het was origineel bedoeld als uitstapje van Bruce Soord buiten Vulgar Unicorn. Het liep uit op het eerste album van TPT. Er was geen duidelijk genre waarin dit album ondergebracht kon worden; er werd geschakeld tussen progressieve rock, psychedelische rock, gitaarrock, new wave en een vleug ambient. Er werden gelijkenissen geconstateerd met bands uit die sectoren zoals The Cure, Porcupine Tree als ook Smashing Pumpkins.
De originele titel  luidden Abducted at birth. Het platenlabel Cyclops Records, dat net enigszins succes had met de albums van Vulgar Unicorn (Under the umbrella en Sleep with the fishes), wilde het album alleen uitbrengen als er een binding was met die band; Soord wijzigde de titel in Abducting the uniciorn. Cyclops was verbonden aan een postorderfirma en die hield de oplage beperkt, iets dat de band opbrak toen zij populairder werd. Platenlabel en postorder waren gestopt en een herpersing zat er niet in. Soord kon alles opkopen en kwam met hun nieuwe (en grotere) platenlabel Kscope overeen dat rond 2017 al hun werk van Cyclops opnieuw werd uitgebracht. Toen werd ook de boogde titel gebruikt. Soord sleutelde nog wat aan zang en drumpartijen die in zijn oren niet goed (meer) klonken.  

## Musici
- Bruce Soord – gitaar, zang, programmeerwerk
- Nick Lang – toetsinstrumenten, drumstel, programmeerwerk
- Mark Harris - basgitaar

## Muziek
Alles van The Pineapple Thief

| Nr. | Titel                        | Duur  |
| --- | ---------------------------- | ----- |
| 1.  | Private paradise             | 11:47 |
| 2.  | Drain                        | 6:35  |
| 3.  | Whatever you do – do nothing | 6:18  |
| 4.  | No one leaves this earth     | 5:56  |
| 5.  | Punish yourself              | 4:26  |
| 6.  | Everyone must perish         | 4:36  |
| 7.  | Judge the girl               | 6:12  |
| 8.  | Parted forever               | 18:27 |
| 9.  | hidden track                 | 4:27  |